# Strandbadsee Hemmingen
Der Strandbadsee Hemmingen (auch Strandbad Hemmingen genannt) ist ein Baggersee nordöstlich des Hemminger Stadtteils Westerfeld.
Er gehört zur Gruppe der Ricklinger Kiesteiche im Überschwemmungsgebiet der Leine. Der See liegt im Landschaftsschutzgebiet Obere Leine, zwischen dem Großen Hemminger Teich im Osten und der Ortslage Hemmingen-Westerfelds im Westen. Unmittelbar westlich verläuft der Hemminger Maschgraben.
Der See wird als Badesee genutzt, die Wasserqualität wird überwacht. Auf der östlichen Seeseite befindet sich eine Liegewiese mit Strandfläche. Im Sommer ist eine Badeaufsicht vorhanden, ebenso gibt es sanitäre Anlagen. Am Westufer des Strandbadsees befindet sich der Bauspielplatz der städtischen Jugendpflege, auf dem Kinder und Jugendliche im Rahmen von Aktionen unter anderem Holzhütten bauen.